# Echalvalli Estate, Sakleshpur
Echalvalli Estate là một làng thuộc tehsil Sakleshpur, huyện Hassan, bang Karnataka, Ấn Độ.